# België op de Olympische Winterspelen 2002
Tijdens de Olympische Winterspelen van 2002 die in Salt Lake City werden gehouden nam België voor de zeventiende maal deel.
Zes sporters vertegenwoordigden België op de negentiende editie bij het kunstrijden op de schaats, schaatsen en shorttrack. De Belgische equipe behaalde geen medaille op de Winterspelen en kwam derhalve niet voor in het medailleklassement.
Kevin van der Perren, Wim De Deyne, Pieter Gysel, Ward Janssens en Simon van Vossel namen voor de eerste keer deel, Bart Veldkamp nam voor de vierde keer deel aan de Winterspelen, inclusief zijn beide deelnames als Nederlander. Er werden geen medailles verdiend.

## Deelnemers en resultaten
(m) = mannen, (v) = vrouwen 

### Kunstrijden
| Olympiër (deelname)      | Discipline | Resultaat | Prestatie                                                                        |
| ------------------------ | ---------- | --------- | -------------------------------------------------------------------------------- |
| Kevin Van der Perren (1) | mannen     | 12e       | korte kür: 13e met 6,5 punten lange kür: 13e met 13,0 punten totaal: 19,5 punten |

### Schaatsen
| Olympiër (deelname)                 | Discipline   | Resultaat | Prestatie          |
| ----------------------------------- | ------------ | --------- | ------------------ |
| Bart Veldkamp (4) 2x voor Nederland | 5000 m (m)   | 8e        | 6.25,88 (+ 11,22)  |
| Bart Veldkamp (4) 2x voor Nederland | 10.000 m (m) | 9e        | 13.27,48 (+ 28,56) |

### Shorttrack
| Olympiër (deelname)                                                      | Discipline           | Resultaat | Prestatie                                                                                          |
| ------------------------------------------------------------------------ | -------------------- | --------- | -------------------------------------------------------------------------------------------------- |
| Wim De Deyne (1)                                                         | 500 m (m)            | 7e        | voorronde 6: 2e in 43,205 kwartfinale 3: 2e in 41,832 halve finale 1:4e in 42,823 B-finale: 42,961 |
| Wim De Deyne (1)                                                         | 1000 m (m)           | 11e       | voorronde 1: 1e in 1.30,950 kwartfinale 3: 4e in 1.27,785                                          |
| Pieter Gysel (1)                                                         | 1000 m (m)           | 24e       | voorronde 2: 4e in 1.31,290                                                                        |
| Pieter Gysel (1)                                                         | 1500 m (m)           | 21e       | voorronde 1: 4e in 2.24,161                                                                        |
| Simon van Vossel (1)                                                     | 500 m (m)            | 13e       | voorronde 2:1e in 43,119 kwartfinale 4: gediskwalificeerd                                          |
| Simon van Vossel (1)                                                     | 1500 m (m)           | DSQ       | voorronde 6: gediskwalificeerd                                                                     |
| Pieter Gysel (1) Simon van Vossel (1) Ward Janssens (1) Wim De Deyne (1) | 5000 m aflossing (m) | 7e        | halve finale 1: 4e in 6.56,389 B-finale: diskwalificatie                                           |

Amerikaanse Maagdeneilanden · Andorra · Argentinië · Armenië · Australië · Azerbeidzjan · België · Bermuda · Bosnië en Herzegovina · Brazilië · Bulgarije · Canada · Chili · China · Chinees Taipei · Costa Rica · Cyprus · Denemarken · Duitsland · Estland · Fiji · Finland · Frankrijk · Georgië · Griekenland · Groot-Brittannië · Hongarije · Hongkong · Ierland · IJsland · India · Iran · Israël · Italië · Jamaica · Japan · Joegoslavië · Kameroen · Kazachstan · Kenia · Kirgizië · Kroatië · Letland · Libanon · Liechtenstein · Litouwen · Macedonië · Mexico · Moldavië · Monaco · Mongolië · Nederland · Nepal · Nieuw-Zeeland · Noorwegen · Oekraïne · Oezbekistan · Oostenrijk · Polen · Roemenië · Rusland · San Marino · Slovenië · Slowakije · Spanje · Tadzjikistan · Thailand · Trinidad en Tobago · Tsjechië · Turkije · Venezuela · Verenigde Staten · Wit-Rusland · Zuid-Afrika · Zuid-Korea · Zweden · Zwitserland

Uitgesloten van deelname: Puerto Rico